# Ricardo Piña
Ricardo Piña (Acarigua, Venezuela) es un futbolista profesional. Su actual equipo es el Monagas SC, equipo perteneciente a la Primera División de Venezuela.

## Clubes

### Profesional
| Club          | País      | Temporadas |
| ------------- | --------- | ---------- |
| Portuguesa FC | Venezuela | 2012-2016  |
| Portuguesa FC | Venezuela | 2016       |
| Monagas SC    | Venezuela | 2017       |

## Trayectoria

### Monagas Sport Club
Piña se incorpora para trabajar con el Monagas Sport Club para el Torneo Apertura del 2017.

## Palmarés

### Campeonatos nacionales
| Título          | Club    | País      | Año  |
| --------------- | ------- | --------- | ---- |
| Torneo Apertura | Monagas | Venezuela | 2017 |